# Caroline af Braunschweig-Wolfenbüttel
Caroline af Braunschweig-Wolfenbüttel (Caroline Amalie Elisabeth) (17. maj 1768 – 7. august 1821) var en tysk prinsesse af Braunschweig-Wolfenbüttel, der var dronning af Storbritannien og Irland fra 1820 til 1821 som ægtefælle til Kong Georg 4. af Storbritannien og Irland. Hun var datter af Hertug Karl Vilhelm Ferdinand af Braunschweig-Wolfenbüttel og Augusta af Storbritannien.